# Camcic, Cetatea Albă

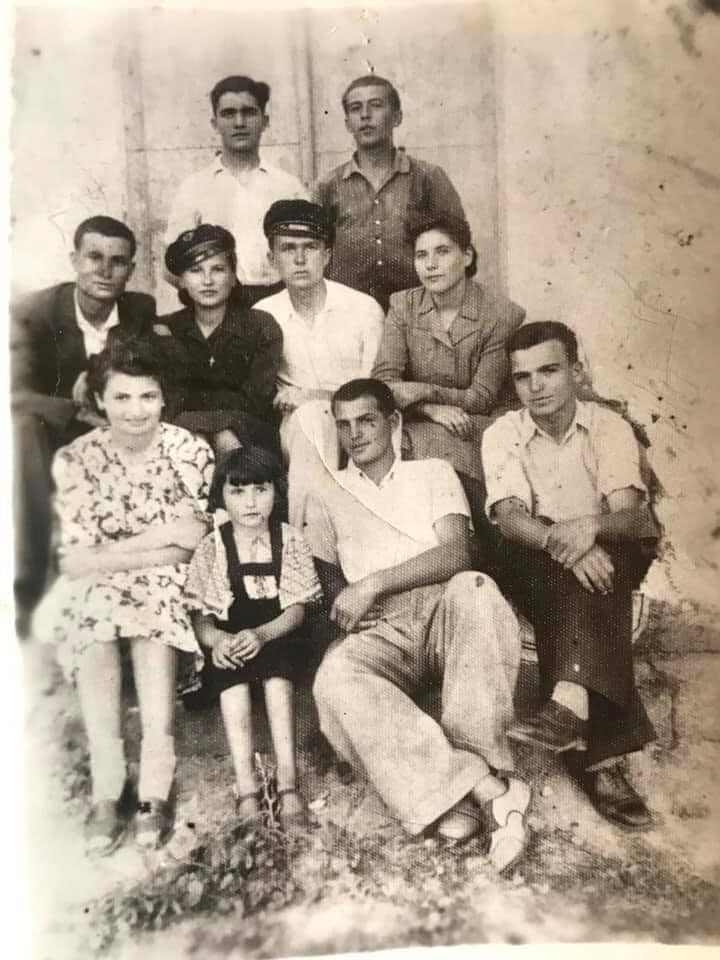
1942

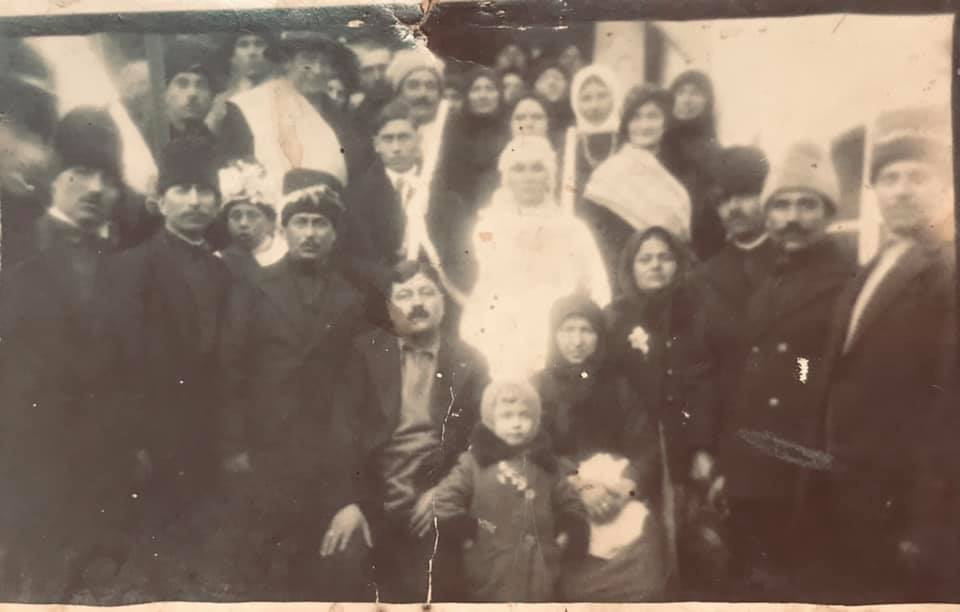
primar 1936

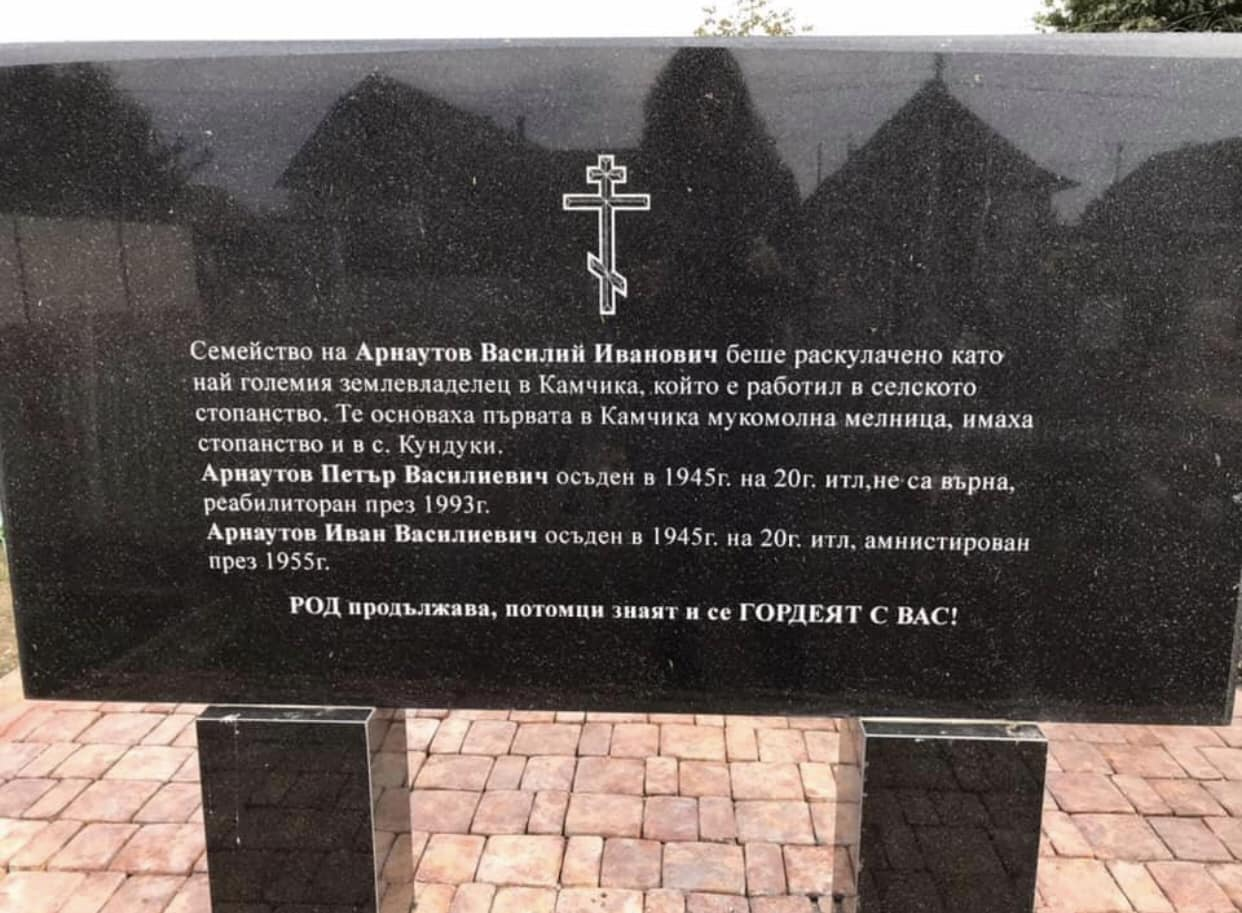
Represiunile sovietice, Arnautov 1944

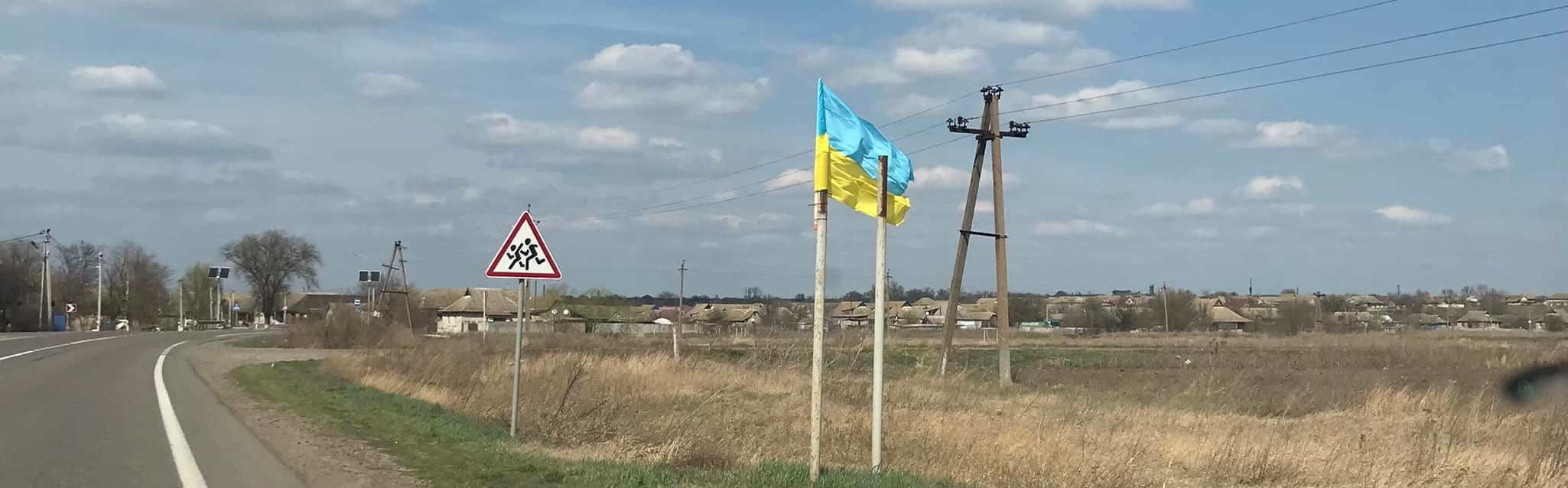
Камчик 2022

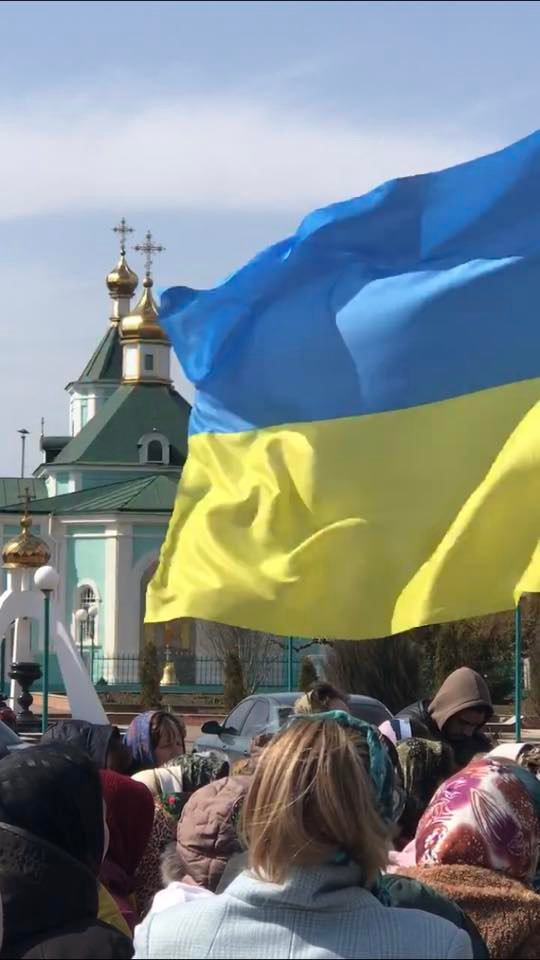
Камчик 20.03.2022

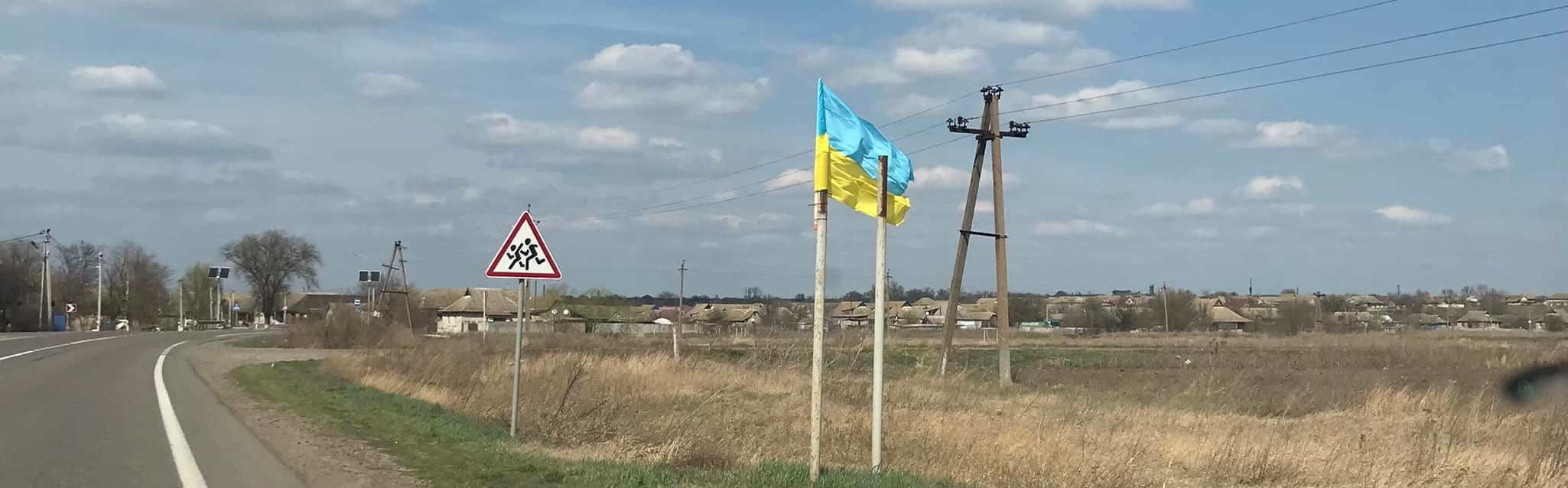
Camcik 2022

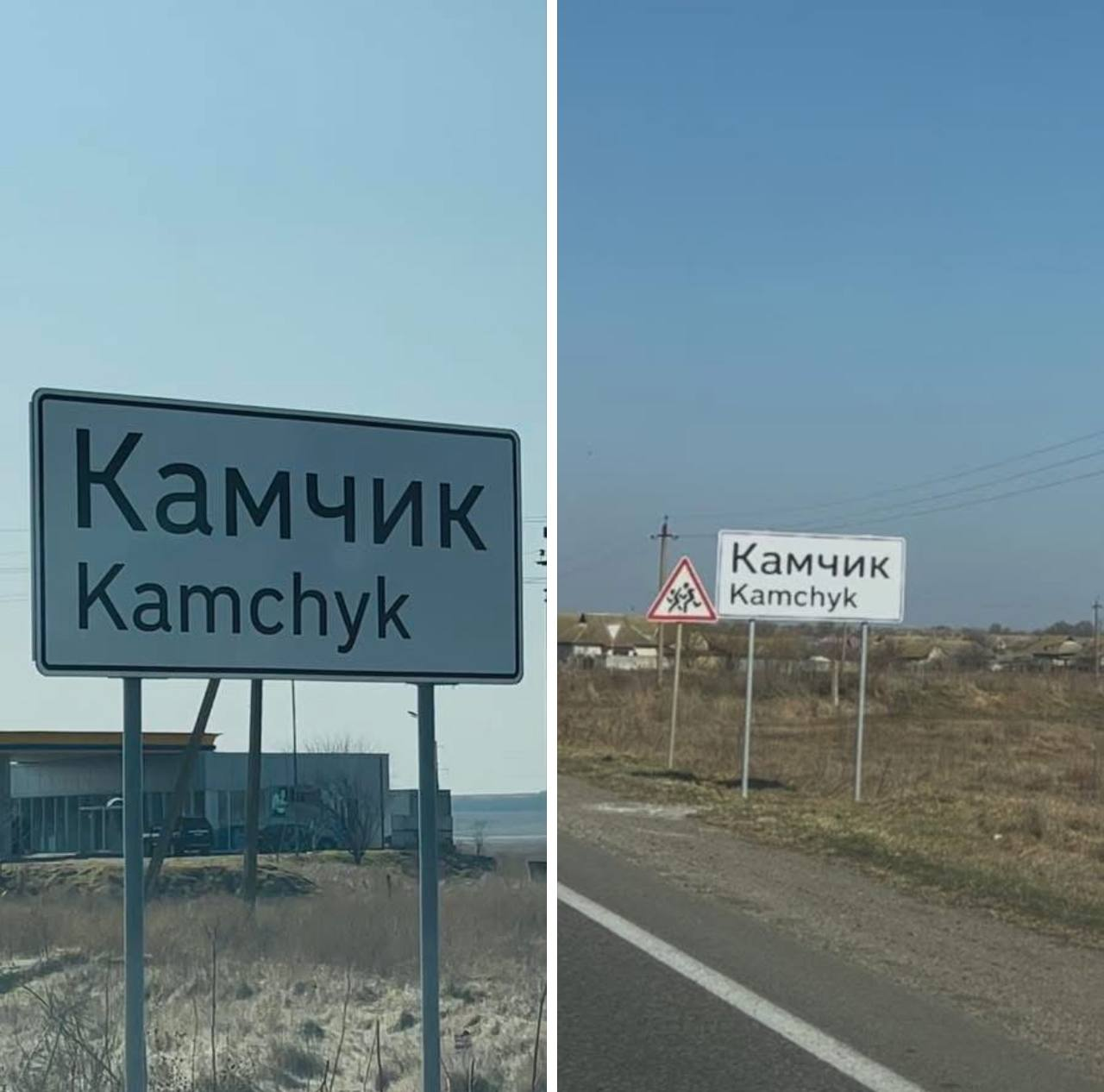
Камчик 2025

Camcic sau Kamchik (în ucraineană Камчик, transliterat: Kamciîk) este un sat în comuna Sărata din raionul Cetatea Albă, regiunea Odesa, Ucraina.

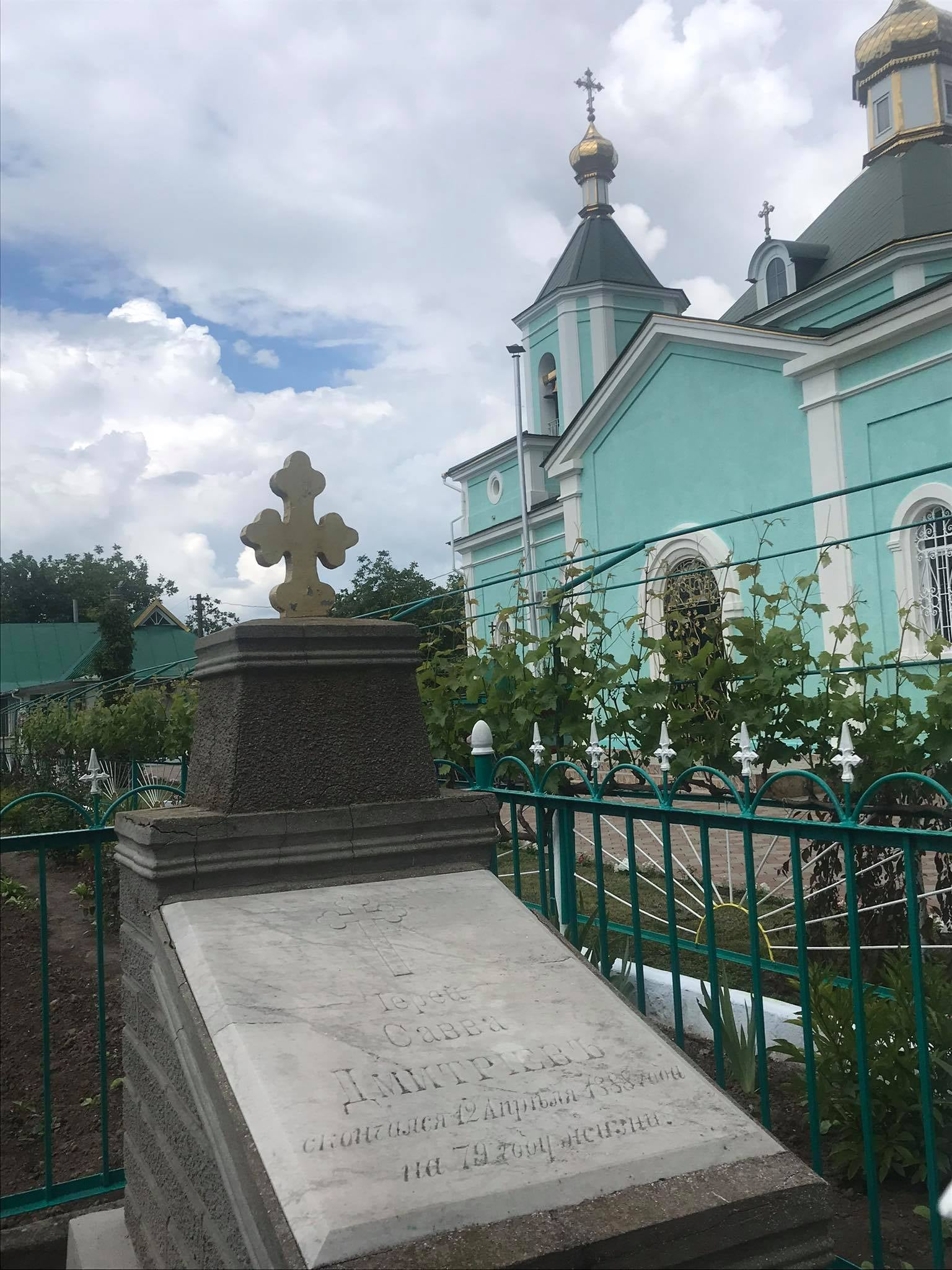
Mormântul preotului Savva Dimitriev

## Demografie

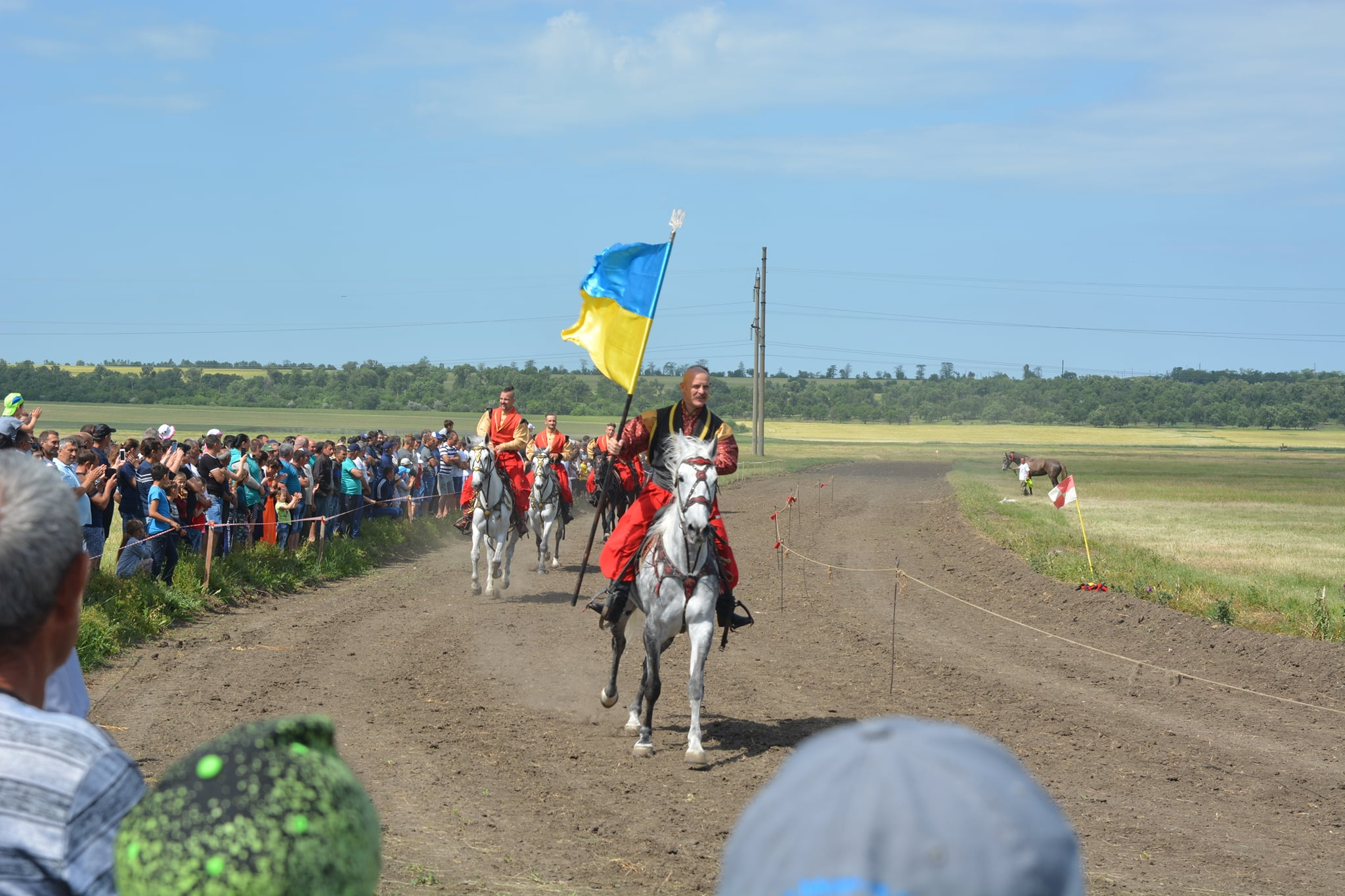
2018

Conform recensământului din 2001, majoritatea populației comunei Camcik era vorbitoare de bulgară (91,43%), existând în minoritate și vorbitori de ucraineană (3,74%) și rusă (3,71%).

## POVESTE
După războiul ruso-turc a început a doua migrație în masă a bulgarilor în Basarabia. Printre aceștia s-au numărat viitorii fondatori ai satului Kamchik. Despărțirea lor de locurile lor din Bulgaria, unde mormintele celor dragi, casele și proprietățile create de multe generații, câmpurile, râul Kamchia (vechiul nume Kamchik), munții au rămas, a fost dificilă și tragică, sufletul lor a rămas acolo - nativul lor. teren.
Bulgarii viitorului sat Kamcik au plecat la Budzhak când toate pământurile așa-numitei Administrații (tutela) bulgarilor basarabeni erau deja ocupate de ceilalți colegi de trib. Guvernul rus le-a permis să se stabilească pe fostele terenuri ale statului din districtul Akkerman, unde nimeni nu a locuit după expulzarea tătarilor Nogai. Viitorii fondatori ai Kamchik s-au stabilit pe o zonă plată lângă râul Sarata, ceea ce le-a amintit de râul lor natal Kamchia. S-au oprit aici în toamna anului 1830 și, înainte de apariția vremii reci, au reușit să construiască colibe temporare de pământ. Coloniștii au sosit în Budzhak în căruțele lor trase de cai (numele nativ pentru o căruță în bulgară este karutsa) cu grânele, vitele și uneltele lor. În primăvara anului 1831, au început să se stabilească temeinic și să dezvolte agricultura. S-a plantat o livada mare.
În 1918, după Revoluția bolșevică, soldații din Kamcițk, văzând cum soldații Armatei Roșii se comportau cu cei mai buni membri ai armatei țariste, ofițerii albi, au început să fugă în Basarabia. Majoritatea basarabenilor erau oponenți ai guvernului bolșevic și, îngroziți de evenimentele care aveau loc, s-au grăbit să ajungă acasă. În Ackerman, oficialii basarabeni au decis să susțină independența Ucrainei și să devină parte a acesteia. Dar Ucraina nu a putut să-și mențină independența și să-i respingă pe bolșevici nici măcar pe teritoriul Basarabiei. Parlamentul basarabean Sfatul Țării a fost nevoit să decidă ca Basarabia să intre în România Regală, cerând armatei române protecția de „ciuma” roșie, care proclamase deja puterea sovietică în Basarabia. A fost introdusă o lege marțială, cu măsuri luate pentru a captura comuniștii și așa-zișii simpatizanți ai puterii sovietice.
În 1923, în a treia zi a Trinității, locuitorii din Kamcik l-au prins la școală pe unul dintre liderii celulei subterane comuniste Tătarbunar și l-au predat jandarmilor pentru arestare și judecată ulterioară. În 1924, în timpul operațiunii speciale bolșevice, așa-numita „Răscoală tătarbunară” pentru a stabili puterea sovietică în Basarabia și a crea RSSM, bulgarii satului. Kamchik, împreună cu vecinii săi, germanii din Sarata, au oferit rezistență armată rebelilor din apropierea satului. Mihailovka, după care rebelii au fugit înapoi în Tătarbunary, unde au fost în scurt timp atacați și arestați de armata română (mulți dintre participanții la rebeli au murit în timpul luptei și au existat și victime printre cei care le-au rezistat). Locuitorii din Sarata și Kamcik au primit Ordinul Regelui României pentru restabilirea ordinii și participarea la luptele armate împotriva luptătorilor pentru puterea sovietică. Simpatizanții regimului sovietic nu au fost bineveniți în Kamcik; În 1940, după prima ocupare a Basarabiei de către regimul sovietic la 28 iunie, autoritățile sovietice i-au condamnat la moarte pe participanții la reprimarea acestei operațiuni speciale sovietice din 1924, precum și pe participanții la arestarea din 1923 în școala Kamchitsa. a participantului eșuat la această așa-numită „răzvrătire a Tatarbunary”.

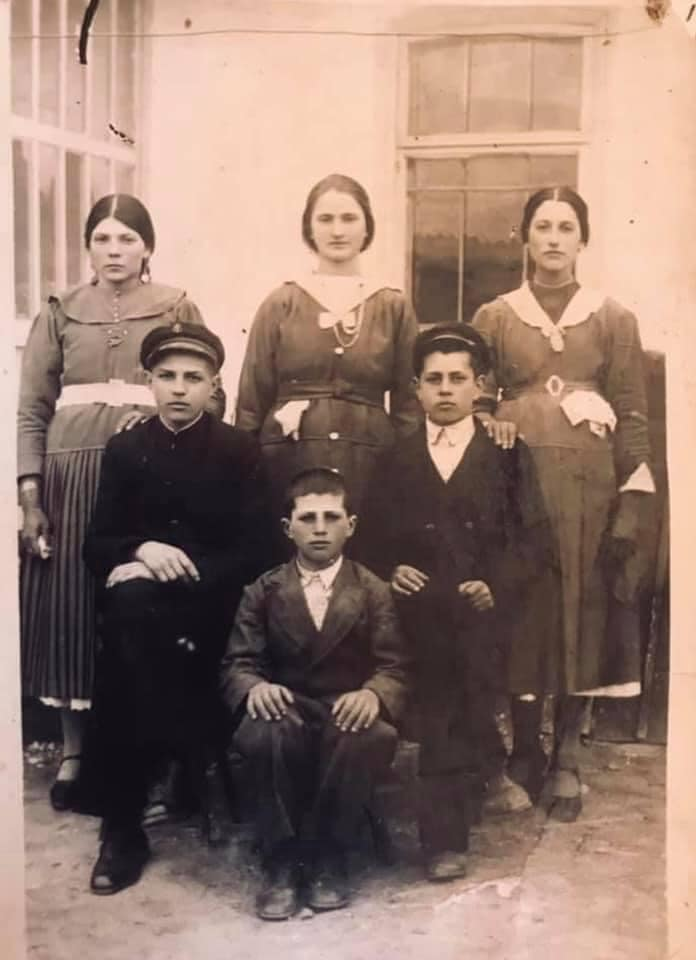
Camcik 1936

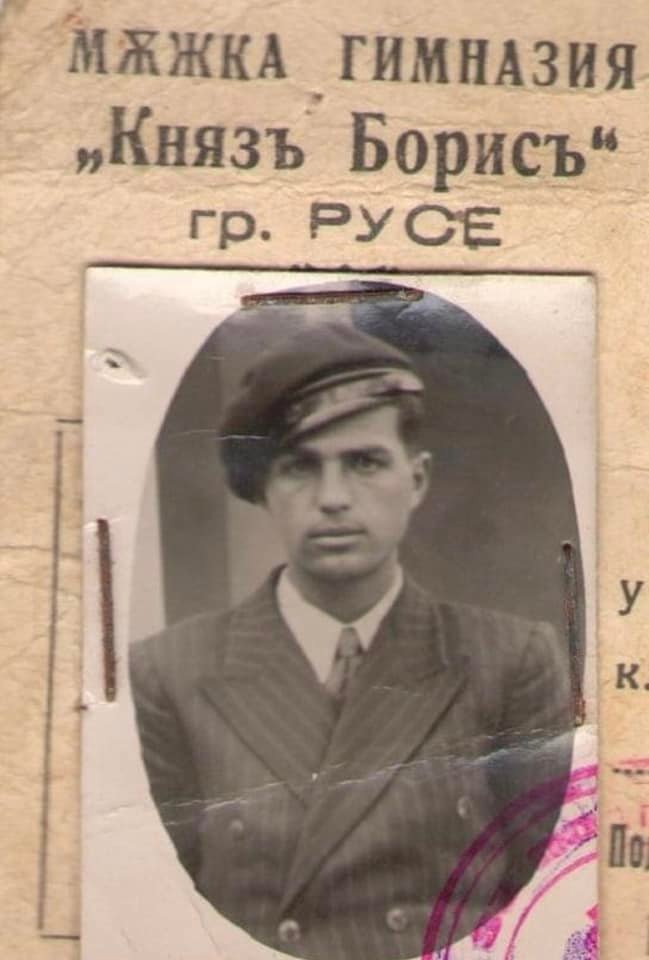
Arnautov Ivan Petrov https://www.youtube.com/watch?v=I52nFY-G62k

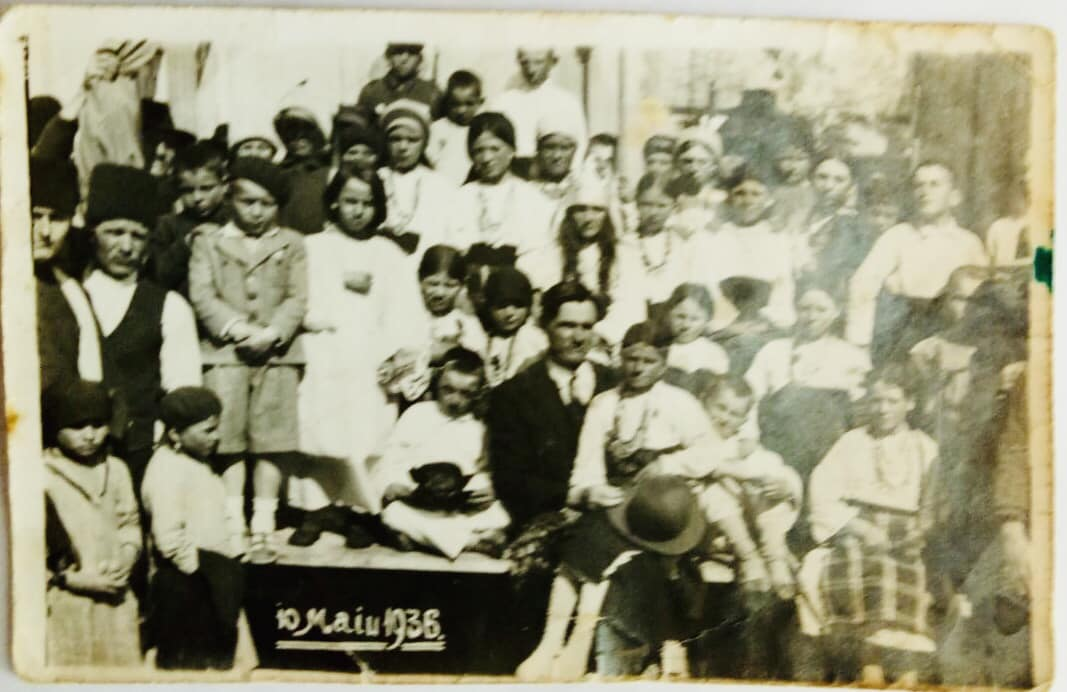
Școala Kamchitsa 1936, director Nicolae Aelenei

În următorii 15 ani (1925-1940) Kamcik s-a dezvoltat, satul a crescut, oamenii au fost proprietari ai pământului, stăpâni ai vieții lor, în ciuda tuturor perioadelor dificile asociate cu bolile și seceta ciclică. Cei care, din diverse motive, nu au putut să-și cultive partea, au fost angajați să lucreze pentru proprietari mai înstăriți, mulți au lucrat în fabrici private ale germanilor sărățeni, și au plecat să lucreze în diferite orașe românești; Copiii care au studiat bine au primit studii ulterioare în Chișinău, Galați, București, Sofia și în alte orașe europene.
Conform acordului penal și protocolului secret penal al Pactului Ribbentrop-Molotov dintre cele două regimuri totalitare care au declanșat al Doilea Război Mondial, URSS și Germania, la 28 iunie 1940, Basarabia a fost anexată la Uniunea Sovietică, ocupând-o cu Roșu. Trupele armatei. După instaurarea puterii sovietice, imediat în prima zi, au început acțiunile liderilor desemnați privind colectivizarea, naționalizarea pământului și represiunea.
În Kamchik, un muzeu, o farmacie, un teatru au fost distruse și s-a încercat distrugerea unei biserici. Pentru a preveni distrugerea și închiderea bisericii, locuitorii din Kamchik i-au plătit pe noii conducători de district, iar un preot a venit dintr-un sat vecin pentru a participa la slujbă. Oamenii au fost confuzi de acțiunile nestăpânite ale noului guvern. Erau fericiți doar cei care nu aveau nimic, așa-zișii „bețivi”, „săraci” și romanticii despre „paradisul sub comunism” kamchikiți. Guvernul sovietic și NKVD au efectuat deposedarea și reprimarea tuturor „elementelor antisovietice”. Pe parcursul anului, foști primari ai satului au fost reprimați. Kamcik și muncitorii de la primărie, profesori și oameni cu autoritate care ar putea rezista guvernului sovietic unind poporul Basarabiei împotriva noului regim URSS. Preot al satului. Kamcik Pavel Balzhalarsky a reușit să plece cu toată familia în România, scăpând de represiune. Directorul școlii și soția sa profesoară, inspectorul fiscal Zlatov (Russu) și familia sa și alte familii care auziseră despre „paradisul” sovietic au plecat și ei.
În 1940-41 Regimul sovietic l-a trimis pentru totdeauna pe primarul Georgiev F.I. la GULAG, condamnat la pedeapsa capitală (execuție) Primarul Vlaev I.V., primarul Ivanov I.S., Buyukli P., inspectorul fiscal Buyukli Z.I., i-au condamnat pe secretarul primăriei Stafidov I.A., profesorii ( Ivanov V. ucis în închisoare), Todorov D.D., dus pentru totdeauna în lagărele din Siberia Bogdanov K.D., născut în 1903, Zlatov S.F. (17 ani), Kurtov D.D. (22 de ani) și mulți alți locuitori din Kamcik, ale căror nume au fost șterse pentru totdeauna din istoria satului de către guvernul comunist.
În 1941, la 23 iulie, în timpul celui de-al Doilea Război Mondial, la o lună după ce Germania a atacat URSS, după evacuarea Armatei Roșii cu activiștii de partid sovietic din Basarabia, puterea românească a fost restabilită în Basarabia, dar sub conducerea lui Antonescu, care a condus regimul României militare (România a intrat în coaliție cu Germania împotriva URSS).
În prima zi, când armata română a intrat în Kamcik, patru soldați ai Armatei Roșii ascunși în grădina lui D.N.Arnautov au fost înconjurați de soldați români și de localnici. pe strada de jos. Unul dintre militarii sovietici a început să tragă înapoi, aruncând o grenadă, după care a fost împușcat ca răspuns și îngropat într-un cimitir din localitate, ceilalți trei fiind luați prizonieri de armata română. În 1944, după cea de-a doua ocupare a Basarabiei, pentru acest incident kamciciții vor fi condamnați de autoritățile sovietice la 25 de ani de închisoare.
Unii dintre cei rămași Yastrebki (activiști sovietici care au luat parte la represiunile din 1940-1941) din sat au fost arestați de Șguranii români și condamnați la un an și jumătate. Unii dintre ei fuseseră anterior evacuați împreună cu Armata Roșie și autoritățile sovietice, dar pe drum au fost capturați de germani și trimiși acasă ca basarabeni, când primarul din Kamcik a trimis confirmarea originii lor din Kamcițk, ca răspuns la o solicitare. La sosirea acasă, au fost bătuți la primărie, dar au fost lăsați să locuiască acasă și chiar luați pe cauțiune de la represiunile românești (din prima zi a celei de-a doua ocupari a Basarabiei de către regimul sovietic din august 1944, aceiași ticăloși). a depus mărturie împotriva reprimaților care îi salvaseră în 1941 de la împușcarea jandarmilor români, când aceiași activiști sovietici din multe sate din Basarabia nu au fost lăsați în viață).Familia evreilor Kamchitsky, Gertsenzoni (a căror rudă din Galați era cunoscută de Sigurani ca un comunist subteran), a fost arestată de jandarmii români, familia a fost dusă la Sarata, apoi 10 zile mai târziu la Akkerman și, potrivit surselor din Baza de date pentru Victimele Shoah, a fost ucis de naziști în timpul Holocaustului împreună cu alți evrei arestați. Alte familii de evrei Kamchitsky din 1940-1941 au fost deportați de autoritățile sovietice în Kazahstan după deposedare. Familiile de evrei din Kamcik au condus o tavernă (magazin) și un korchma (snack-bar).
În timpul războiului, populația masculină din Kamcik nu a fost mobilizată în armata română, unii dintre bărbați au fost trimiși pe frontul muncii din România (kunchetralia). Restul poporului Kamchik s-a angajat în agricultură acasă pe pământul lor pe tot parcursul războiului, a plătit taxe sub formă de pâine și carne, a lucrat la calea ferată în Sarat și la repararea autostrăzii în secțiunea Bayramcha.
În august 1941, odată cu guvernul român, preotul și directorul școlii s-au întors la Kamcik cu familiile lor, învățătura bisericească și școlară a revenit la limba română (după un an de rusificare de către regimul sovietic) [4], cluburi și au fost reluate teatrul, au început să funcționeze din nou cârciumi private și o tavernă (magazine, snack-baruri), terenul naționalizat de sovietici în decursul unui an (din care o parte a fost împărțit activiștilor sovietici locali) a început să fie din nou cultivat de către sovietici. proprietarii de pământ. În 1942, în sat erau 4.622 de oameni, dintre care 2.409 bărbați și 2.213 femei. După naționalitate, bulgarii au constituit majoritatea – 4.525 de persoane, urmați de ruși – 58, țigani – 29 și români – 10.
La 23 august 1944, după capitularea României (arrestarea lui Antonescu) și operațiunea Iași-Chișinev, când armata sovietică a curățat Basarabia de naziști, regimul stalinist sovietic a fost restabilit. Din fiecare curte, autoritățile sovietice au mobilizat locuitorii din Kamcik pe frontul muncii și au început represiunile în masă din Donbass și Urali.În noaptea de 30 august 1944, o mașină neagră a NKVD-ului l-a dus la GULAG pe proprietarul de succes Arnautov P.V., cunoscut în toată Basarabia, și condamnat de o troică din Akkerman fără urmărire sau apărare la 25 de ani. , fără dreptul la o revizuire a cazului, cu confiscarea averii (la 24 iulie 1946, Arnautov P.V., la vârsta de 50 de ani, a fost ucis într-un lagăr din regiunea Kemerovo). Totodată, fratele său, primarul Arnautov I.V., a fost arestat și condamnat la 20 de ani de închisoare (amnistiat în 1957)
Condamnați au fost Zlatov V.D (nu s-a întors), Vlaev I.V. (ucis în 1949 în închisoare), Tropanets D.T. de 25 itl, profesor Ivanov V.M. (decedat în închisoare în 1950)  Guvernul sovietic și șoimii săi [6] au urmat cu asprime o politică de colectivizare cu rechiziția de cereale de la populație, au stabilit planuri nerealiste pentru procurarea cerealelor și au dus la foamete, oamenii s-au umflat și au murit. Există cazuri cunoscute în Kamchik de familii întregi care au murit și există, de asemenea, un caz cunoscut de canibalism din cauza unei femei care a înnebunit de foame.
În anii 1944-46 s-au organizat trei cooperative agricole din pământul naționalizat și au confiscat proprietățile familiilor reprimate și deposedate: im. K. Marx, im. Engels, Iskra.
În 1945, conform decretului Stalin-Hrușciov din 14.11.1945 „Cu privire la redenumirea satelor din regiunea Izmail în scopul păstrării denumirilor istorice”, guvernul sovietic a luat moștenirea istorică a poporului Kamcik, numele nativ al satul - Kamcik și l-a redenumit în Zarya (un simbol al comunismului, începutul unei noi sate agricole colective), privând poporul Kamcik nu numai de moștenirea lor istorică, dar ștergând întreaga istorie de la 1830 până la regimul sovietic).
În 1948, guvernul sovietic a deportat familiile Kamcițk din Grozov, Vlaev, Yanev și Todorov în Siberia. Soțiile și văduvele în vârstă ale primarilor Vlaev și Ivanov, care au fost reprimați în 1940, și V.A. Georgiev, au fost condamnate la 25 de ani. iar alții dintre cei condamnați s-au numărat și Kamchik, condamnați la 8 ani etc. pentru că a încercat să fugă din URSS în România, scăpând de foamete și represiune. Au mai fost cei condamnați la 8 ani ITL pentru sustragerea a 5-15 kg de cereale, și 5 ani ITL pentru sustragerea unei oi, scăpând tot de foame. Kamcik, ca toată Basarabia, a fost de mulți ani într-o stare depresivă de durere și frică.
Noua fermă colectivă, satul sovietic Zarya, ziarul pentru sărbătoarea „Ziua Mai”, 1950
La începutul anilor 1950, autoritățile sovietice i-au condamnat acum pe președinții fermelor colective Zarya, care și-au îndeplinit funcția în fața guvernului sovietic. În 1951, la 25 de ani, ital. Președintele consiliului satului Zaryansky (1946-50) Kirillov D.G a fost condamnat, dar după o revizuire a casației a fost eliberat la un an de la data arestării sale.[8] Potrivit referințelor și caracteristicilor trimise la vârf, semnate de acest președinte și de alți primi lideri ai satului Zarya, mulți locuitori din Kamcik au fost reprimați sub regimul sovietic în temeiul Legii „Pe 5 spice”, decretul din 04.06.1947. și articolul „trădarea patriei”. Colegul lui Kirilov D.G. conform autorităților zaryan, unul dintre președinții fermei colective Zaryan „Iskra” Kolev S.I., martor în toate cazurile împotriva reprimaților, a fost și el condamnat cu câțiva ani mai devreme, în 1949. Anterior, același martor permanent, președintele , a fost demis din postul său în 1946 Peychev A.P. (cioban, unul dintre primii președinți sub regimul sovietic). Kirilov și „tovarășii” săi au luat parte pe deplin la rechizițiile de cereale și la confiscări de proprietăți pentru neîndeplinirea planului de aprovizionare cu cereale și au realizat prin toate mijloacele îndeplinirea planului, șantajând oamenii și predându-i călăilor sovietici, pentru care Zaryansky. consiliului satesc a primit drapelul roșu al districtului de conducere (1946-50). Stindardul de avangardă a lui Kirilov și lupta împotriva „kulacilor” au fost luate în considerare atunci când s-a luat în considerare recursul său în 1951, când a fost achitat.

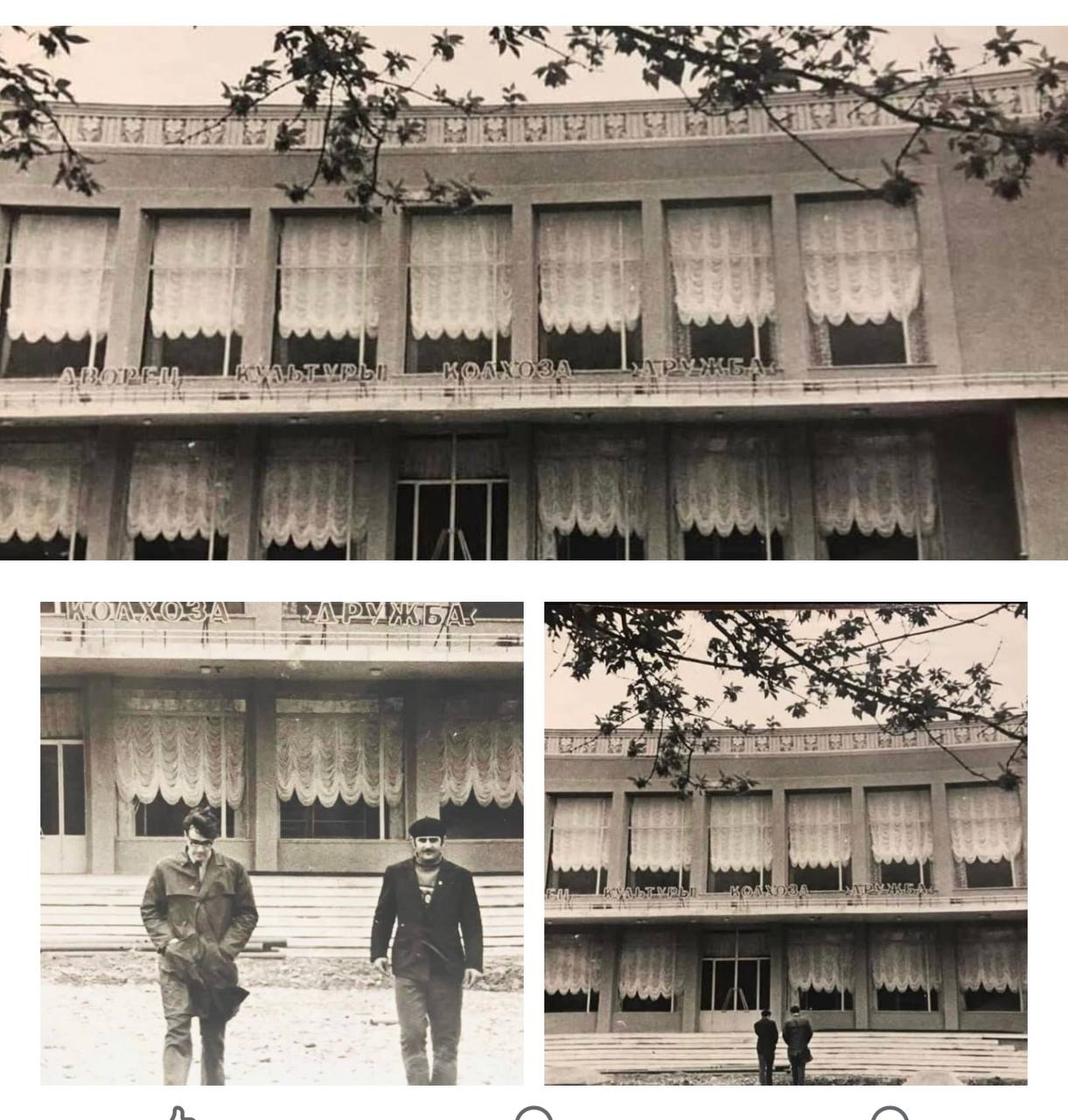
1972 Casa de Cultură

În 1956, toate cele trei cooperative agricole din satul Zarya au fost unite într-o singură fermă – ferma colectivă Zarya. Trei ani mai târziu, ferma colectivă Mikhailovsky a devenit parte a fermei colective Zarya, iar ferma colectivă Zarya a fost redenumită fermă colectivă Druzhba, dar în curând fermele colective Zaryansky și Mikhailovsky s-au separat. Datorită muncii grele a oamenilor, dragostei pentru pământ și devotamentului față de satul lor Kamcik, în ciuda fricii și sărăciei, ferma colectivă a început să se dezvolte, dar abia în 1957, când represiunile au încetat și a fost o persoană decentă, inteligentă. numit președinte al fermei colective pentru prima dată - Kutselepa I.F. În acea perioadă, biserica din Kamchik, ca și cele din alte sate din regiune, era din nou amenințată cu demolarea, dar locuitorii din Kamchik și-au protejat biserica de a fi distrusă de comuniști. , în ciuda fricii de a fi supus represiunii. Noul președinte al Kutselepa, Ivan Fokovich, i-a susținut pe Kamciki, câștigând astfel o mare încredere.

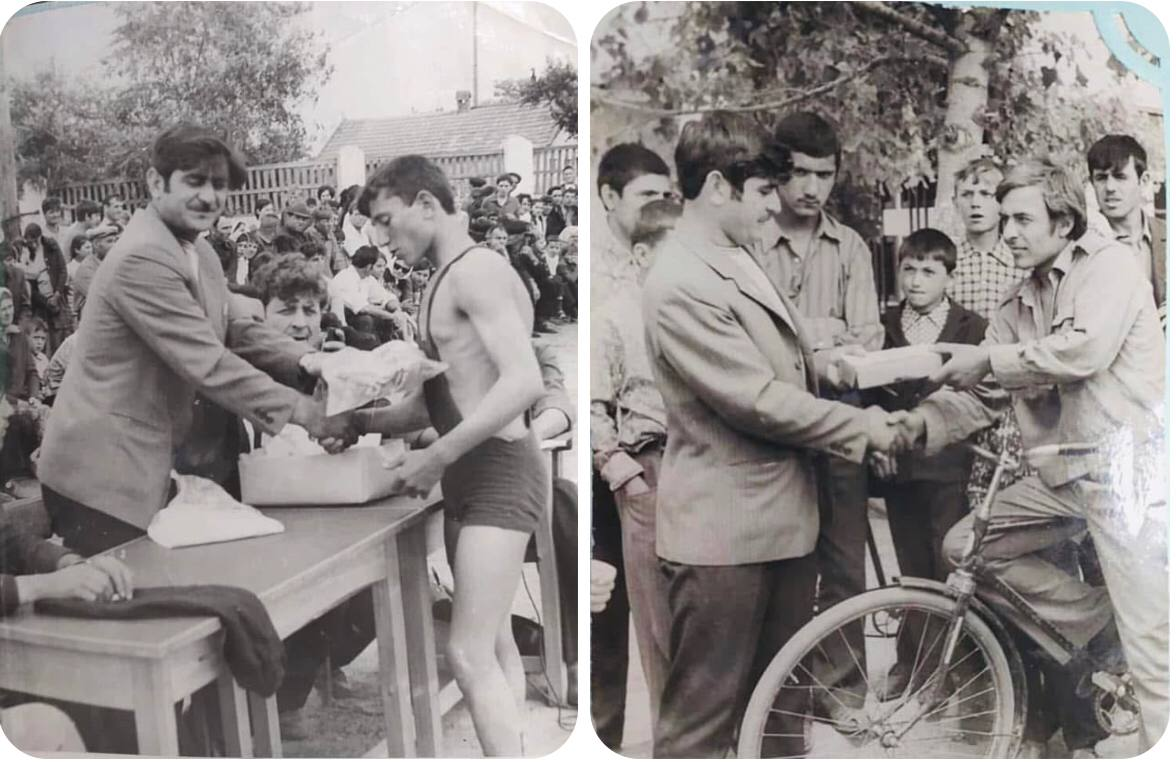
1975

Sub următorul, nu mai puțin respectat lider al fermei colective Druzhba, Ivan Stepanovici Boev, dezvoltarea satului a continuat, s-a construit o nouă clădire de școală și o grădiniță, s-au deschis magazine și au fost amenajate drumurile și străzile satului. Rentabilitatea ridicată a fermei colective a asigurat nu numai bunăstarea locuitorilor satului, dar a permis și cheltuirea unor fonduri considerabile pentru dezvoltarea culturii și sportului.

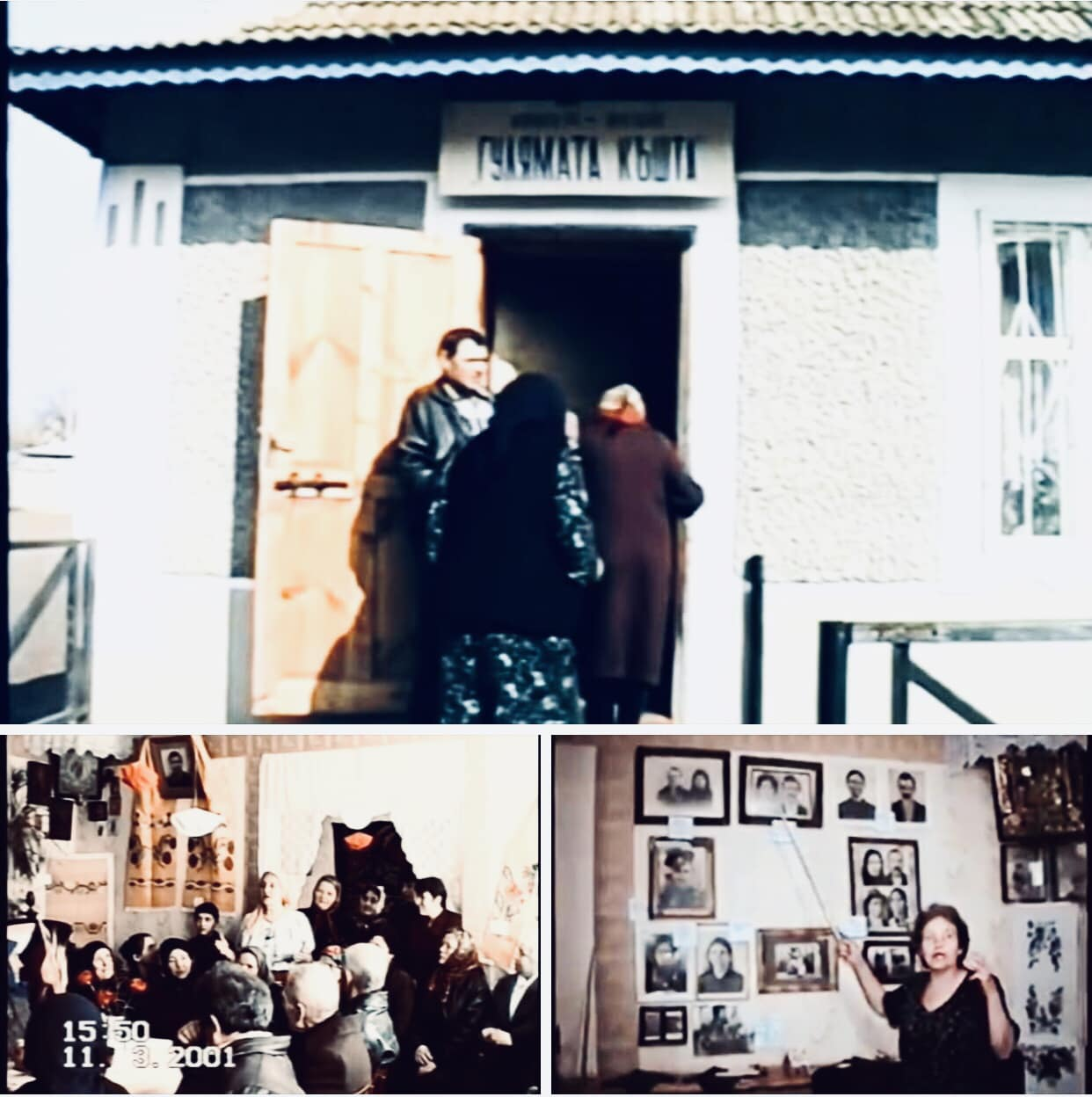
Muzeul „Golyamata kashta”, regizorul Zlatova V.N., autorul cărții „Kamchik”, 2001

În anii 1990, după „perestroika” cu restaurarea independenței Ucrainei, viața satului a început și ea să fie reconstruită. Mulțumiri lui Zlatova V.N (șefa grădiniței „Cheia de Aur”) și bătrânilor satului, precum Todorova Ya.V. (Ba Yana) memoria istorică și tradițiile populare au fost restaurate, a apărut interesul pentru istoria[9] Kamchik și cultura sa. Muzeul (situat anterior în școală) a fost activat și deschis în clădirea vechiului birou „Gulyamata kashta”. A fost adăugată o lecție opțională de limba bulgară.
Ferma colectivă sub conducerea lui Chiklikchi G.G a dispărut, înlocuită de cooperativa de producție agricolă „Druzhba”. Terenurile și proprietățile fermei colective au fost parțial distribuite, în principal între foștii fermieri colectivi, dintre care majoritatea au ajuns să aparțină lui Chiklikchi G. G., familiei și rudelor sale. Pământul satului nu a fost împărțit corect, ca în alte sate - între toți locuitorii satului.
În 1992, preotul Bisericii Sfânta Treime din satul Zorya P.A. Stoyanov a fost înlocuit de cineva care a sosit din sat. preotul Vvedenka N.P. Kostov. După ce Biserica Sfânta Protecție a Parlamentului UOC s-a transferat la OCU în 2019 împreună cu decanul districtului, preotul V. Shiman, preotul N.P a fost numit decan al deputatului UOC pentru același district. Kostov.
În anii 2000 Bugetul satului a fost folosit pentru renovarea centrului satului, sfințirea capelei și tencuiala și pictarea Bisericii Sfânta Treime. La noul cimitir a fost construită o biserică de capelă cu donații de la fiul reprimatului Georgiev V.A., Andrei.
În 2003, a fost publicată cartea istorică „Kamcik”, autorii sunt Ilya Vasilyevich Zlatov, Vera Nikolaevna Zlatova și Fedor Stepanovici Georgiev, cu sprijinul financiar al omului de afaceri Ivan Dmitrievich Vladov.
În 2012, cartea „Kamchik-Zorya” a fost publicată cu sponsorizarea SVK „Druzhba”, autor - Nikolai Andreevich Kurtov.
Satul a continuat să fie unul dintre satele bine întreținute din regiunea Odesa. Periodic, oamenii plecau să câștige bani, unii în nordul Rusiei (Salekhard, Tyumen), alții în Europa. Multe familii s-au mutat în Germania, unde au populat un întreg sat german. Practic nu mai sunt locuri de muncă în sat. Mașinile au înlocuit oamenii din agricultură. Afaceri nu au fost create, studenții nu s-au întors.

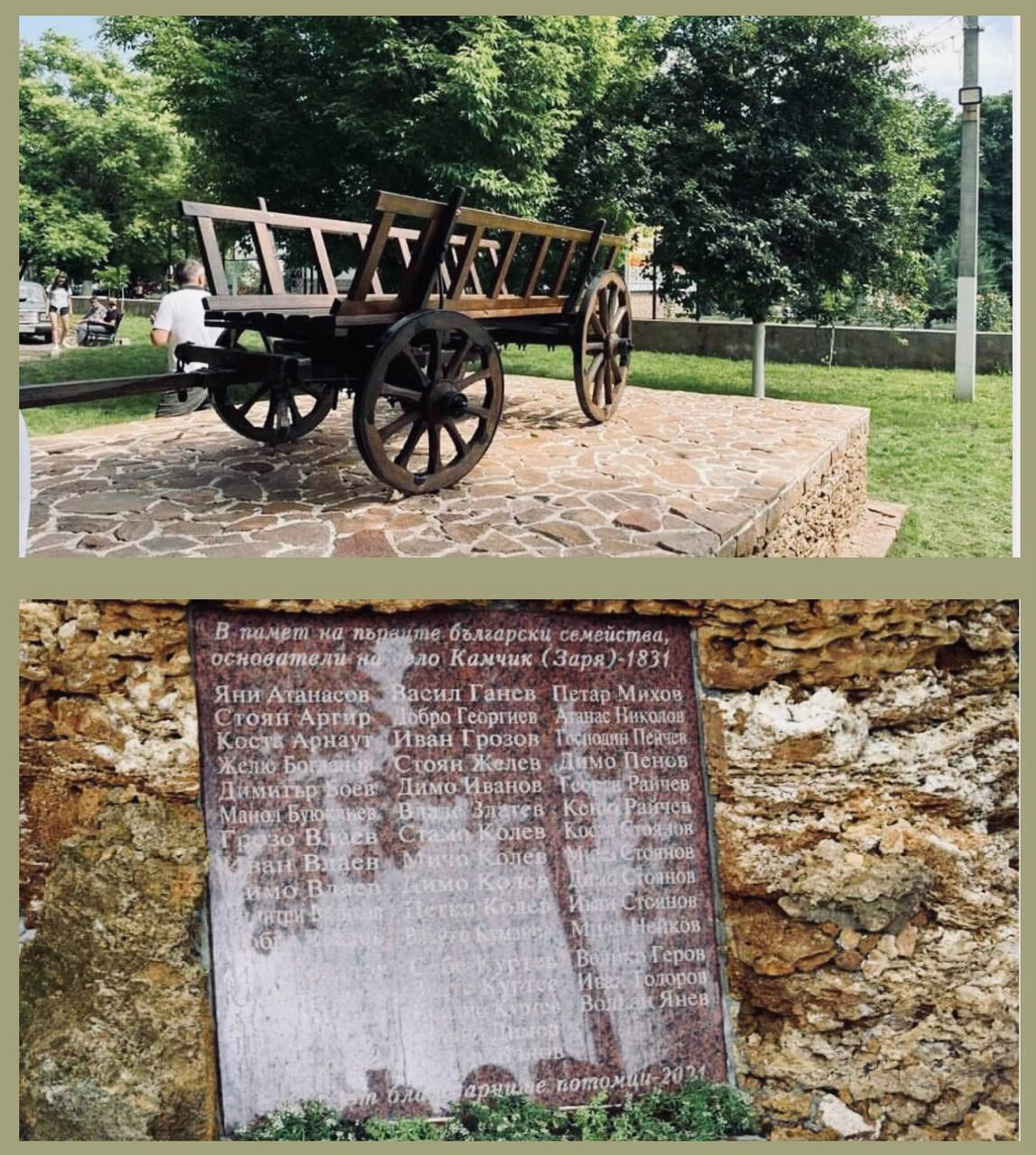
20.06.2021

În 2021, în Duminica Treimii, de sărbătoarea satului, autoritățile Zoriansk au ridicat un monument pentru primii fondatori ai satului. Kamcik.
Absolvenții școlii intră în universitățile din Bulgaria (cu sprijinul Ministerului Educației și Științei), aranjându-și ulterior viața în patria strămoșilor lor, mai ales după începerea unui război pe scară largă cu Rusia.
După 24 februarie 2022, inițiatorii au reactivat din nou problema refacerii numelui istoric Kamchik, care a fost ridicată inițial la 30 noiembrie 2021 printr-un apel la deputatul Chiklikchi G.G., în calitate de conducător al satului. Contestațiile multiple  cu declarații adresate șefului Radei Saratskaya și deputaților comunităților teritoriale amalgamate cu cererea de a începe procesul de redenumire a numelui sovietic Zorya cu restaurarea nativului istoric Kamcik au fost sabotate personal de către șeful. al Radei.
În martie 2022, a fost depusă o cerere autorităților locale pentru a redenumi numele de propagandă sovietică a străzilor 28 iunie (ucraineană: 28chervnya), Pervomayskaya (Pershotravneva) și problema demontării monumentului ocupantului-călău sovietic din centrul orașului. a fost anunțat și satul (așa-numitul „eliberator sovietic necunoscut”), care a fost deschis în anii 1970 ca o continuare a propagandei sovietice, miturile URSS ca eliberatorii ruși ai Armatei Roșii a tuturor „sclavilor. „frați) 
Autoritățile zoryane s-au opus ferm decomunizării/decolonizării/derusificării Zorya, restabilirii numelui istoric autohton Kamchik, redenumirea străzilor, demontarea monumentului de propagandă și a semnelor în limba agresorului. După intrarea în vigoare a Legii Ucrainei privind interzicerea organizațiilor religioase cu centru în țara agresorului Rusia, inclusiv a parlamentarului UOC, legea a dat 9 luni pentru toate organizațiile religioase, inclusiv pentru organizația religioasă a Sfintei Treimi. Biserica din Kamcik, pentru a-și aduce în mod legal documentele în conformitate cu Legile Ucrainei și a ieșit de sub influența bisericii agresor.
Institutul Ucrainean al Memoriei Naționale a susținut restaurarea numelui istoric Kamcik și a emis o opinie de specialitate cu privire la numele sovietic Zorya.

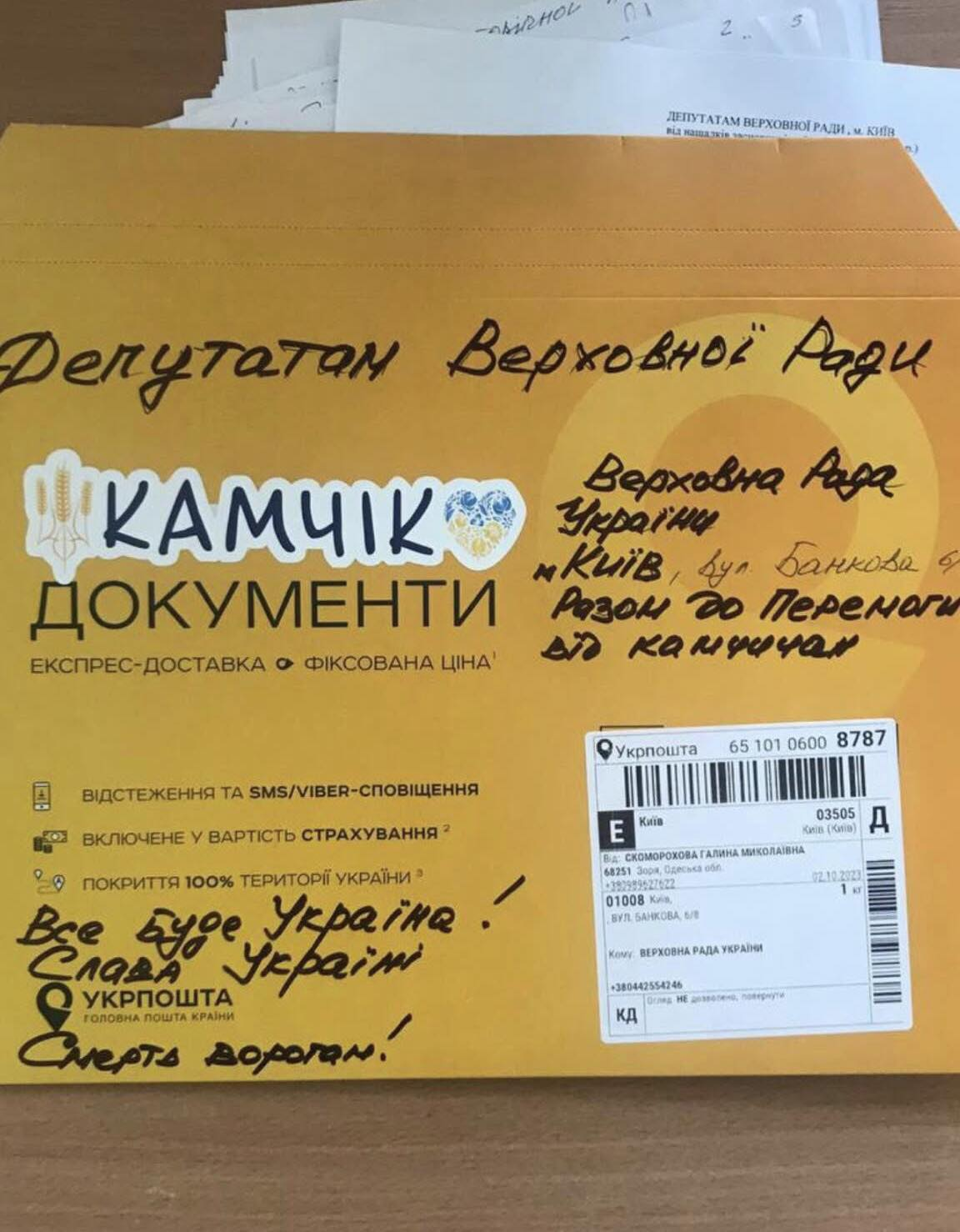
2023 Apelul inițiatorilor întoarcerii numelui istoric către deputații Radei Supreme a Ucrainei

La 20 martie 2024, Comitetul Radei Supreme al Ucrainei a sprijinit restaurarea numelui istoric Kamcik, decomunizarea numelui sovietic Zorya (un simbol al comunismului, ca început al noului sat de fermă colectivă Zorya), redenumirea finală a avut loc după votul deputaților în Rada Supremă.

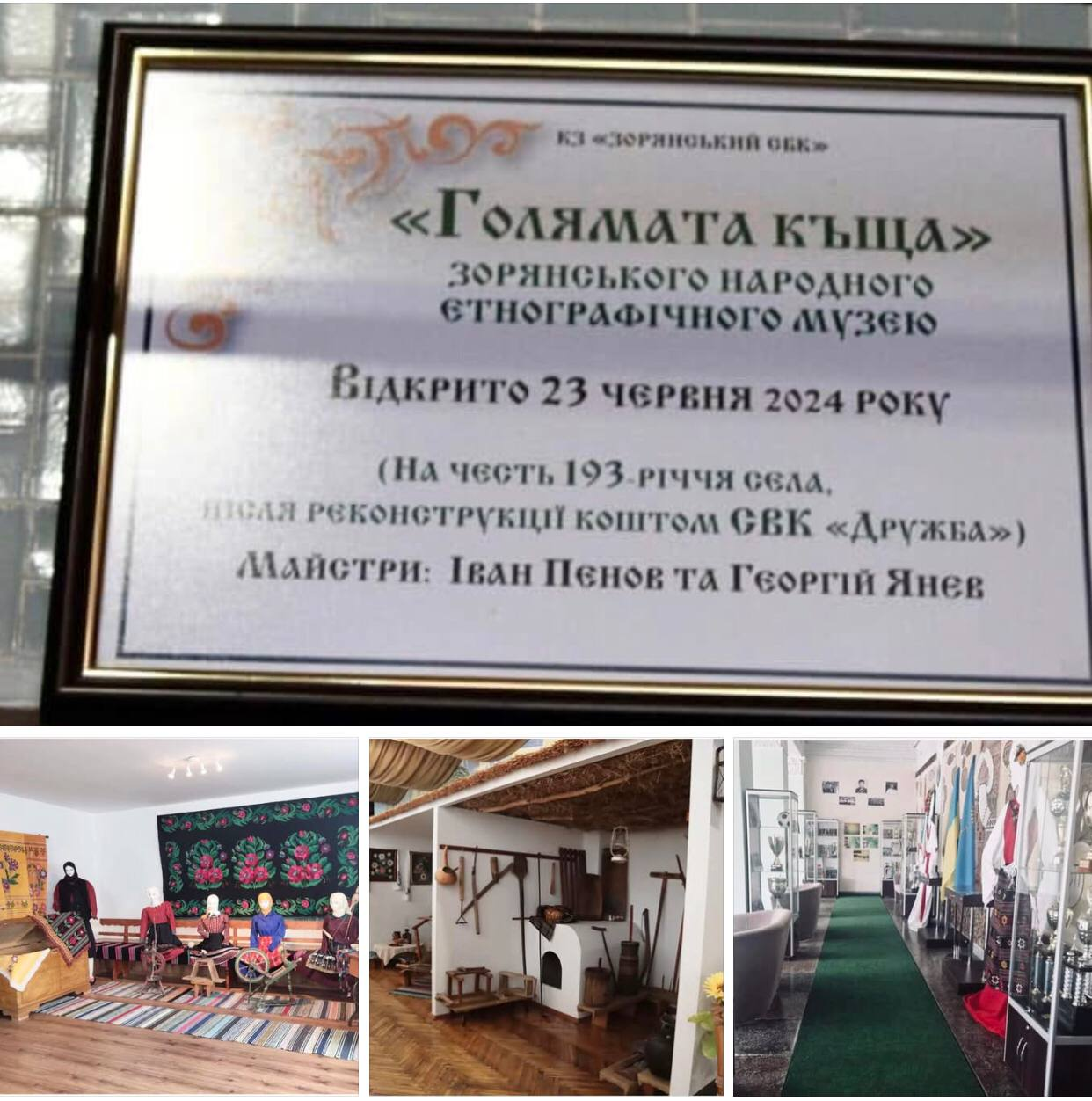
23.06.2024

La 26 iulie 2024, Administrația Militară Regională Odesa a emis un ordin de redenumire a străzilor satului 28 iunie și Pervomayskaya. Fosta stradă 28 iunie/28 iunie a fost numită în onoarea hatmanului Ucrainei Ivan Vyhovsky, iar strada Pervomayskaya/Pershotravneva a fost redenumită în onoarea lui Pavel Tak, un rezident din Kamcik și soldat al Forțelor Armate ucrainene, care a murit pe front în 2022.

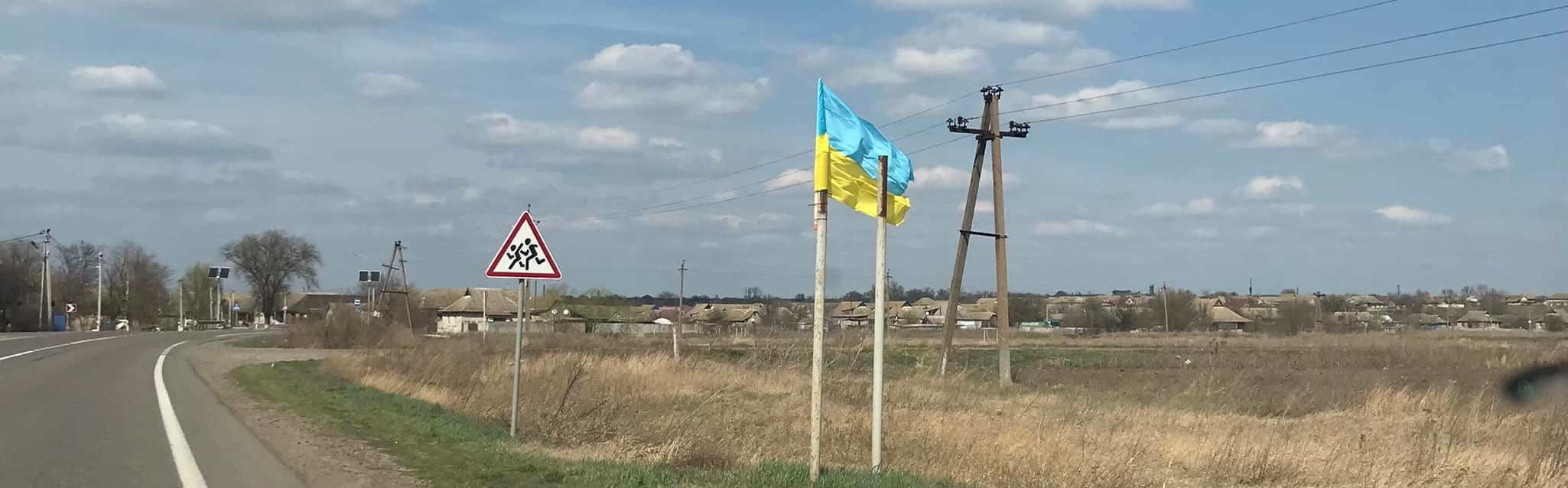
Камчик

La 19 septembrie 2024, Rada Supremă a restaurat numele istoric KAMCHIK. La 26 septembrie a intrat în vigoare rezoluția Radei Supreme.
La 18 octombrie 2024, la ședința consiliului satului Saratskaya, deputații comunității, prin decizie, au adus numele districtului Zoryansky starostinsky în conformitate cu Legea și rezoluția Radei Supreme a Ucrainei și au aprobat Kamchitsky cartierul starostinsky al satului. Kamcik.

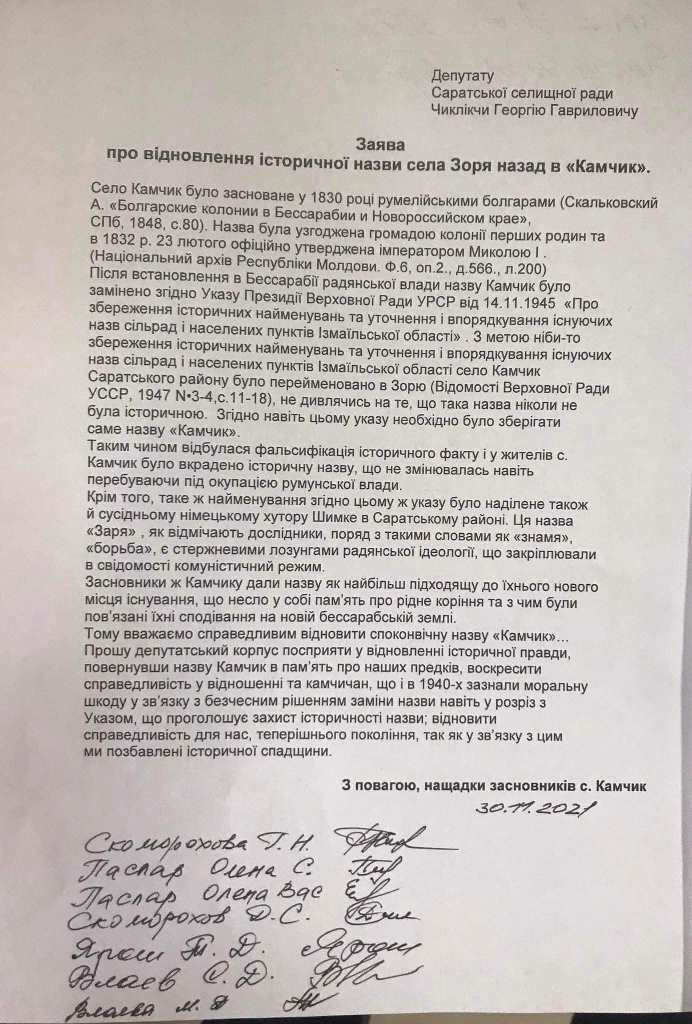
30.11.2021

La 22 noiembrie 2024, la o sesiune a Consiliului de soluționare Saratskaya, deputații comunității, în conformitate cu Legea și Rezoluția Radei Supreme a Ucrainei, au redenumit numele Liceului Zoryansky și grădinițelor în Liceul Kamchitsky și Grădinița Kamchitsky ( nr. 1 pe strada Ivana Vyhovsky, nr. 2 pe strada Troitskaya).
La 17 decembrie 2024, la o sesiune a Consiliului Satului Saratsk, deputații comunității, în conformitate cu Legea și Rezoluția Radei Supreme a Ucrainei, au redenumit Casa de Cultură Zoryansky în Palatul Culturii Kamcițki.

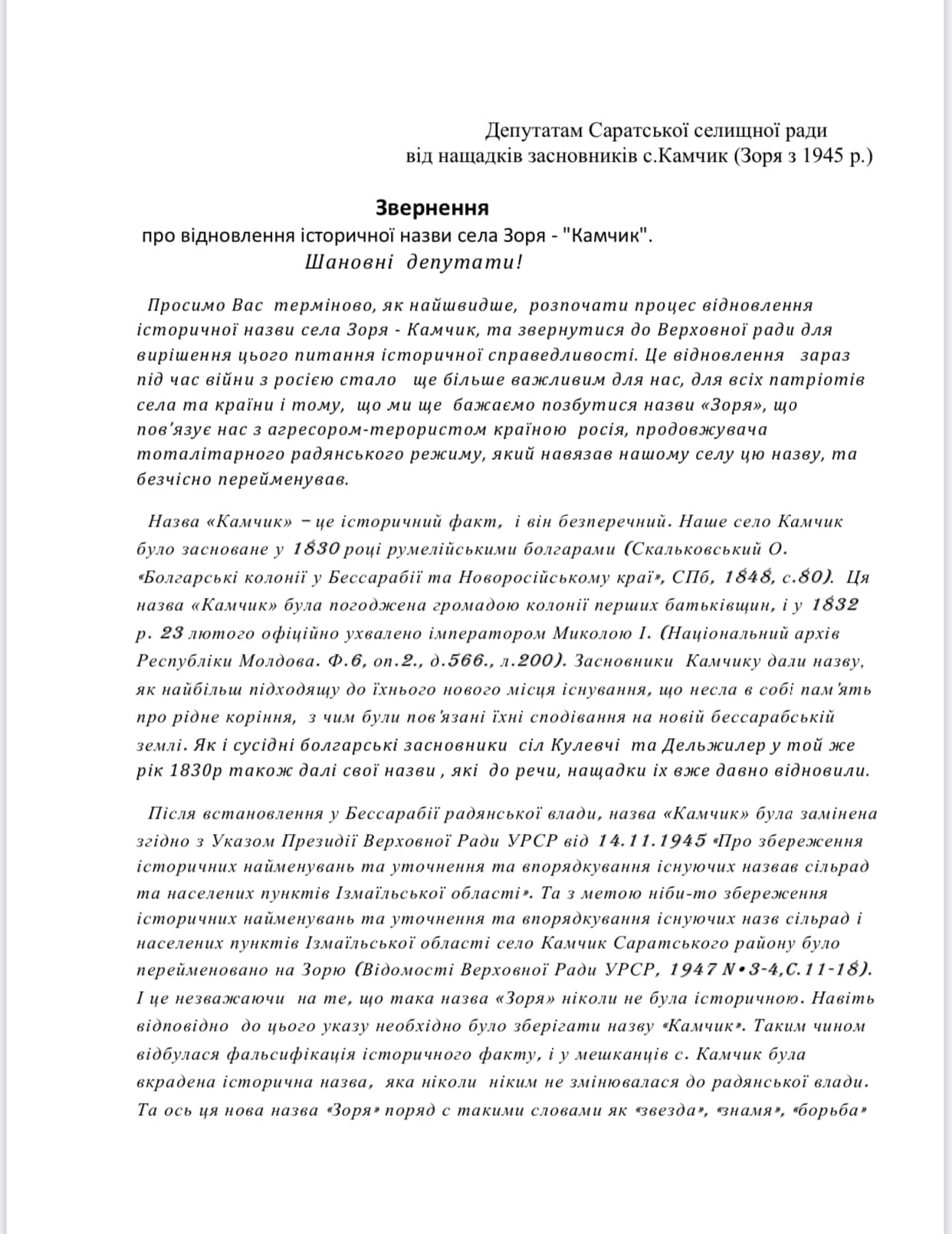
2022-23

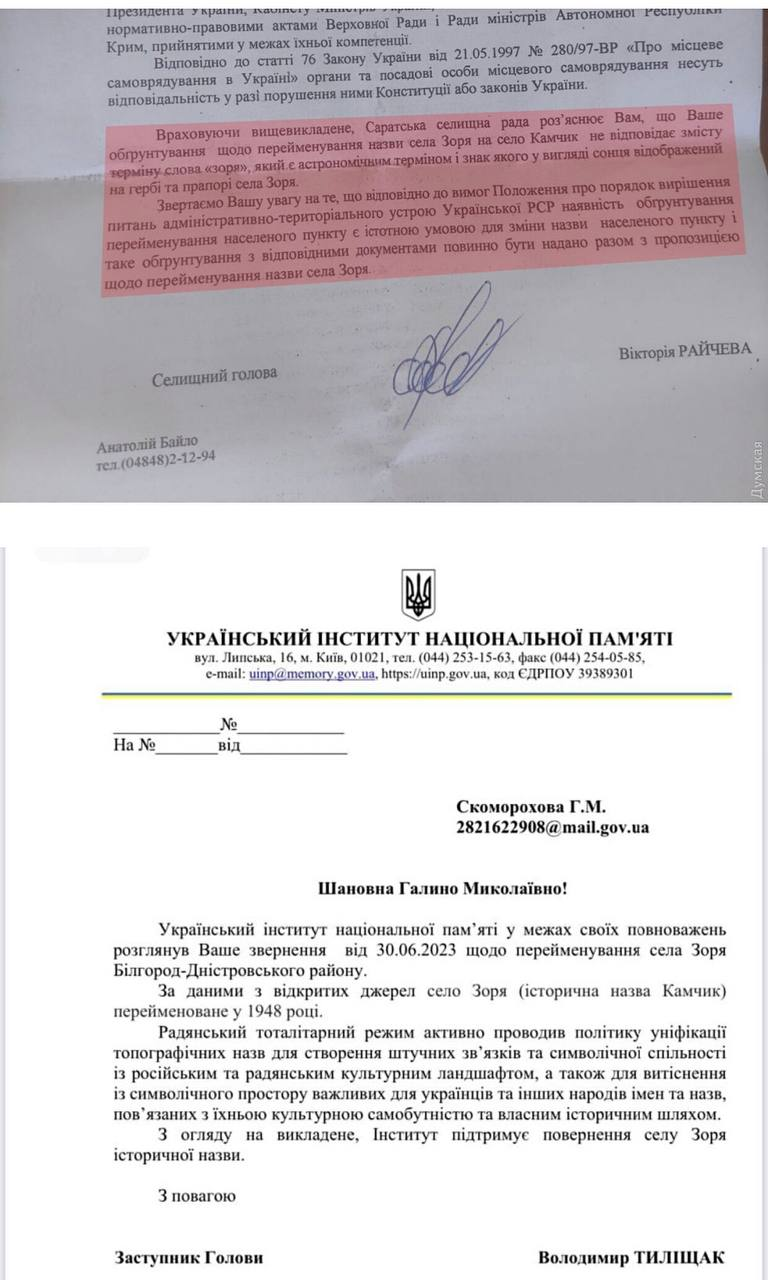
https://dumskaya.net/news/zhiteli-yuga-odesskoy-oblasti-pytayutsya-vernut-178417/ua/

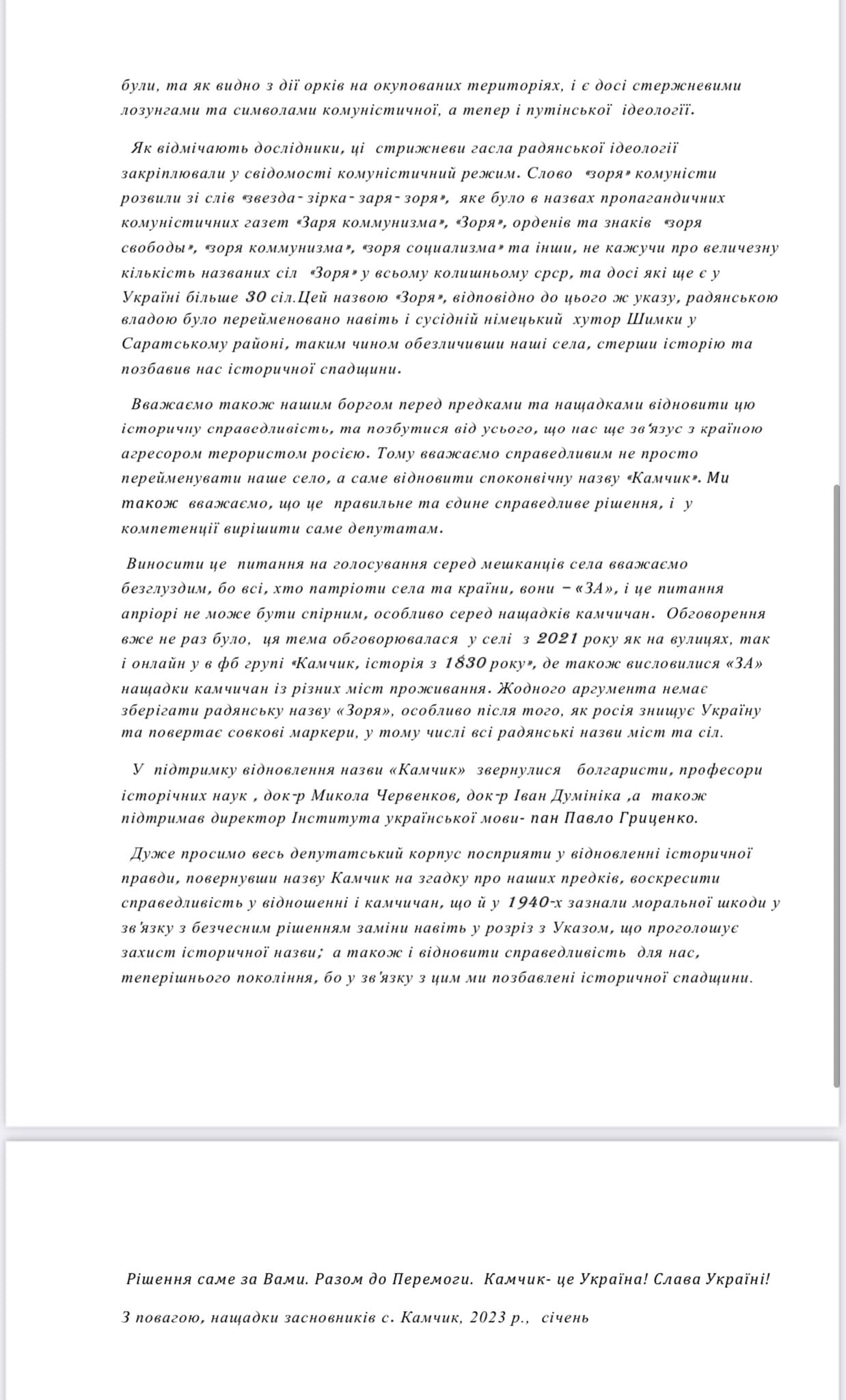
2022-23 (2)

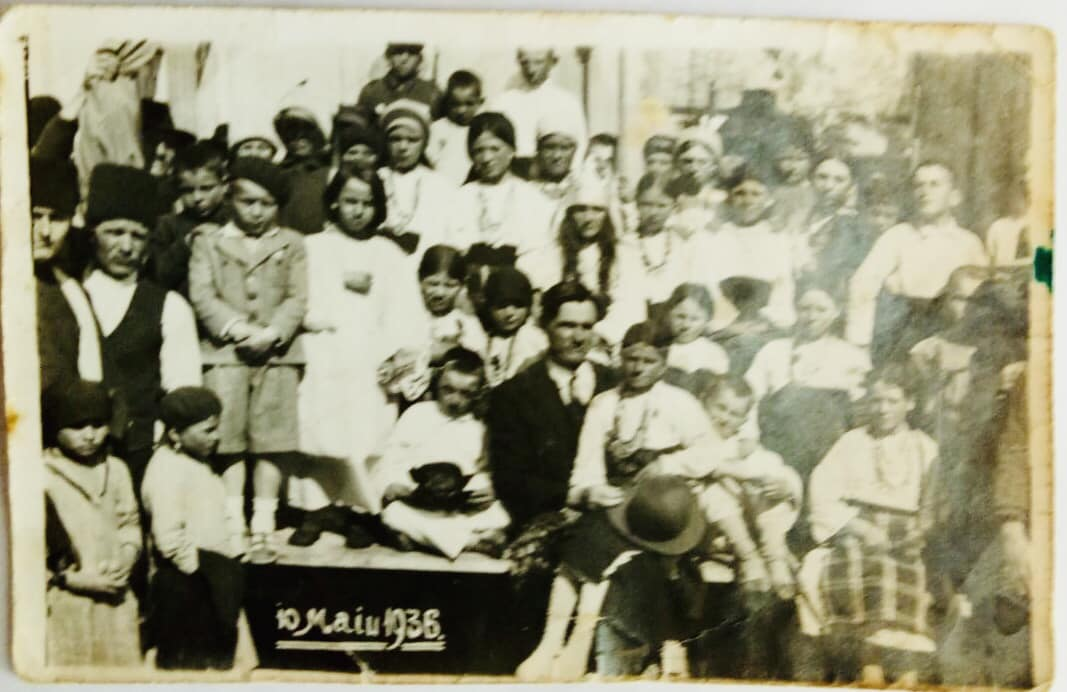
Școala Kamchitsa 1936, director Nicolae Aelenei